# Jaap van Lagen
Jaap van Lagen (ur. 22 grudnia 1976 w Ede) – holenderski kierowca wyścigowy.

## Życiorys

### Początki kariery
Van Lagen rozpoczął karierę w wyścigach samochodowych w 1999 roku w Radio 538 Saxo Cup, gdzie zdobył tytuł wicemistrzowski. W kolejnych sezonach startował w Formule Ford. Najlepiej spisywał się w Formule Ford 1800 Benelux, gdzie w latach 2000–2002 był odpowiednio na dziewiątej i dwukrotnie na pierwszej pozycji. W 2003 roku zdobył także tytuł mistrzowski w Niemieckiej Formule Volkswagen, podobnie jak w sezonie 2006 w Mégane Trophy Eurocup.

### Formuła Renault 3.5
W latach 2005–2007 van Lagen pojawił się na starcie Formuły Renault 3.5. W pierwszych dwóch sezonach był odpowiednio 9 i 28, a w trzecim roku startów nie zdobył żadnych punktów.

### Porsche

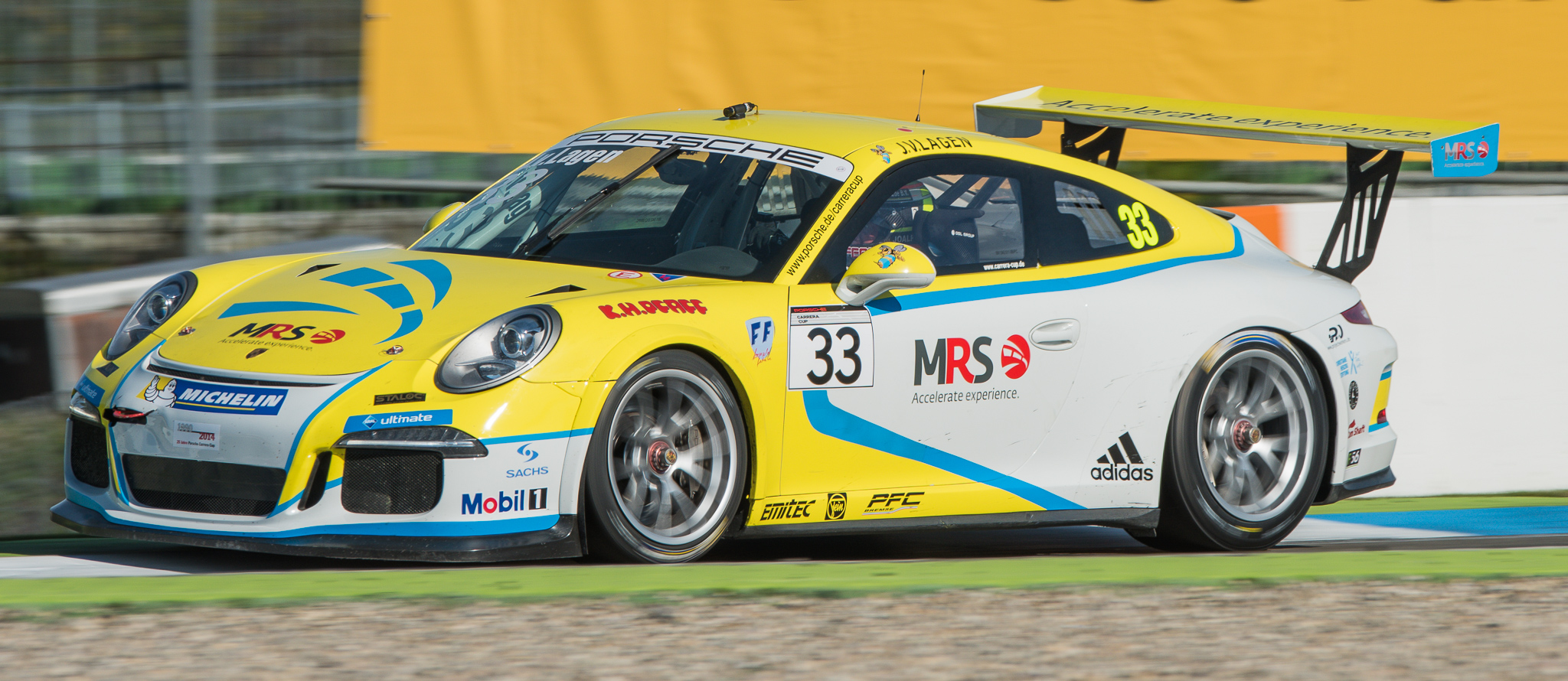
van Lagen w wyścigu Pucharu Porsche Carrera – Hockenheimring 2014

Od 2008 roku Holender pojawiał się na starcie Porsche Supercup. Jedynie w dwóch pierwszych sezonach był klasyfikowany, kiedy to był odpowiednio siódmy i czwarty. Zaliczył również starty w Niemieckim Pucharze Porsche Carrera, ale bez większych sukcesów.

### WTCC
W latach 2008–2009 Jaap startował w World Touring Car Championship. Jedynie w sezonie 2008 w klasie Yokohama Independents’ Trophy zdołał stanąć na podium. W głównych seriach nie był klasyfikowany, jednak w 2008 roku w swojej klasie był ósmy w klasyfikacji generalnej.

## Wyniki

### Formuła Renault 3.5
| Legenda oznaczeń w tabelach wyników Wyświetl szablon na nowej stronie | Legenda oznaczeń w tabelach wyników Wyświetl szablon na nowej stronie                                                                     |
| Oznaczenie                                                            | Wyjaśnienie |
| --------------------------------------------------------------------- | --- |
| Złoty                                                                 | Zwycięzca lub mistrzostwo |
| Srebrny                                                               | 2. miejsce lub wicemistrzostwo |
| Brązowy                                                               | 3. miejsce lub II wicemistrzostwo |
| Zielony                                                               | Ukończył, punktował (w klasyfikacji generalnej, gdy zdobył co najmniej jeden punkt na przestrzeni sezonu, poza trzema powyższymi opcjami) |
| Niebieski                                                             | Ukończył, nie punktował (w klasyfikacji generalnej, gdy nie zdobył co najmniej jednego punktu na przestrzeni sezonu)                      |
| Czerwony                                                              | Nie zakwalifikował się (NZ) |
| Czerwony                                                              | Nie prekwalifikował się (NPK) |
| Różowy                                                                | Nie ukończył (NU) |
| Różowy                                                                | Niesklasyfikowany (NS) (w klasyfikacji generalnej, gdy nie został sklasyfikowany w żadnym wyścigu sezonu)                                 |
| Czarny                                                                | Zdyskwalifikowany (DK) |
| Czarny                                                                | Wykluczony (WYK/EX) |
| Biały                                                                 | Nie wystartował (NW) |
| Biały                                                                 | Kontuzjowany (K/INJ) |
| Biały                                                                 | Wyścig odwołany (OD/C) |
| Bez koloru                                                            | Został wycofany (WYC/WD) |
| Bez koloru                                                            | Nie przybył (NP/DNA) |
| Bez koloru                                                            | Nie brał udziału w treningach (NT/DNP) |
| Bez koloru                                                            | Nie został zgłoszony (–) |
| Pogrubienie                                                           | Start z pole position |
| Kursywa                                                               | Najszybsze okrążenie wyścigu |
| †                                                                     | Nie ukończył, ale jego rezultat został zaliczony ze względu na przejechanie więcej niż 90% dystansu wyścigu.                              |
| *                                                                     | Sezon w trakcie |
| 1/2/3                                                                 | Punktowana pozycja w sprincie kwalifikacyjnym                                                                                             |
| Lista systemów punktacji Formuły 1                                    | |

| Rok  | Zespół                | Wyniki w poszczególnych eliminacjach | Wyniki w poszczególnych eliminacjach | Wyniki w poszczególnych eliminacjach | Wyniki w poszczególnych eliminacjach | Wyniki w poszczególnych eliminacjach | Wyniki w poszczególnych eliminacjach | Wyniki w poszczególnych eliminacjach | Wyniki w poszczególnych eliminacjach | Wyniki w poszczególnych eliminacjach | Wyniki w poszczególnych eliminacjach | Wyniki w poszczególnych eliminacjach | Wyniki w poszczególnych eliminacjach | Wyniki w poszczególnych eliminacjach | Wyniki w poszczególnych eliminacjach | Wyniki w poszczególnych eliminacjach | Wyniki w poszczególnych eliminacjach | Wyniki w poszczególnych eliminacjach | Punkty | Pozycja |
| ---- | --------------------- | ------------------------------------ | ------------------------------------ | ------------------------------------ | ------------------------------------ | ------------------------------------ | ------------------------------------ | ------------------------------------ | ------------------------------------ | ------------------------------------ | ------------------------------------ | ------------------------------------ | ------------------------------------ | ------------------------------------ | ------------------------------------ | ------------------------------------ | ------------------------------------ | ------------------------------------ | ------ | ------- |
| 2005 | KTR                   | BEL                                  | BEL                                  | MON                                  | VAL                                  | VAL                                  | FRA                                  | FRA                                  | BIL                                  | BIL                                  | DEU                                  | DEU                                  | GBR                                  | GBR                                  | PRT                                  | PRT                                  | ITA                                  | ITA                                  | 49     | 9       |
| 2005 | KTR                   | 18                                   | 10                                   | 2                                    | 14                                   | NU                                   | NW                                   | NU                                   | 13                                   | NU                                   | 7                                    | 4                                    | 4                                    | NU                                   | 19                                   | 4                                    | 9                                    | 6                                    | 49     | 9       |
| 2006 | Comtec Racing         | ZOL                                  | ZOL                                  | MON                                  | TUR                                  | TUR                                  | ITA                                  | ITA                                  | SFR                                  | SFR                                  | DEU                                  | DEU                                  | GBR                                  | GBR                                  | FRA                                  | FRA                                  | ESP                                  | ESP                                  | 8      | 28      |
| 2006 | Comtec Racing         | –                                    | –                                    | NU                                   | NU                                   | 9                                    | –                                    | –                                    | 5                                    | NU                                   | –                                    | –                                    | –                                    | –                                    | –                                    | –                                    | –                                    | –                                    | 8      | 28      |
| 2007 |                       | ITA                                  | ITA                                  | DEU                                  | DEU                                  | MON                                  | HUN                                  | HUN                                  | BEL                                  | BEL                                  | GBR                                  | GBR                                  | FRA                                  | FRA                                  | PRT                                  | PRT                                  | ESP                                  | ESP                                  | 0      | 28      |
| 2007 | Red Devil Team Comtec | 11                                   | 11                                   | –                                    | –                                    | –                                    | –                                    | –                                    | –                                    | –                                    | –                                    | –                                    | –                                    | –                                    | –                                    | –                                    | –                                    | –                                    | 0      | 28      |
| 2007 | EuroInternational     | –                                    | –                                    | –                                    | –                                    | –                                    | NU                                   | NU                                   | NW                                   | NW                                   | –                                    | –                                    | –                                    | –                                    | –                                    | –                                    | –                                    | –                                    | 0      | 28      |

### Podsumowanie
| Sezon     | Seria                                            | Zespół                                | Wyścigi | Zwycięstwa | PP | NO | Podium | Punkty | Pozycja |
| --------- | ------------------------------------------------ | ------------------------------------- | ------- | ---------- | -- | -- | ------ | ------ | ------- |
| 1999      | Formuła Renault Campus France                    | Radio 538 Saxo Cup                    | 8       | 3          | 2  | 3  | 4      | 107    | 2       |
| 2000      | Formuła Ford 1800 Benelux                        | Geva Racing                           | 10      | 0          | 1  | 2  | 1      | 46     | 9       |
| 2000      | Festiwal Formuły Ford – Heats/Semi               | Geva Racing Service                   | 2       | 0          | 0  | 0  | 0      | 0      | NS      |
| 2000      | Festiwal Formuły Ford                            | Geva Racing Service                   | 1       | 0          | 0  | 0  | 0      | N/A    | 14      |
| 2000      | Holenderska Formuła Ford 1800                    |                                       |         |            |    |    |        | 48     | 10      |
| 2001      | Formuła Ford 1800 Benelux                        | Van Amersfoort Racing                 | 11      | 1          | 1  | 4  | 8      | 140    | 1       |
| 2001      | Festiwal Formuły Ford – Heats/Semi               | Van Amersfoort Racing                 | 2       | 0          | 0  | 0  | 0      | 0      | NS      |
| 2001      | Festiwal Formuły Ford                            | Van Amersfoort Racing                 | 1       | 0          | 0  | 0  | 0      | N/A    | 18      |
| 2001      | 24 Hours of Barcelona                            | Team Morien I                         | 1       | 0          | 0  | 0  | 0      | 0      | 14      |
| 2002      | Formuła Ford 1800 Benelux                        | MP Motorsport                         | 10      | 7          | 1  | 3  | 8      | 143    | 1       |
| 2002      | Niemiecka Formuła 3                              | Van Amersfoort Racing                 | 2       | 0          | 0  | 0  | 0      | 0      | NS      |
| 2002      | Festiwal Formuły Ford                            |                                       | 1       | 0          | 0  | 0  | 0      | N/A    | 3       |
| 2002      | Festiwal Formuły Ford – Heats/Semi               |                                       | 2       | 0          | 0  | 1  | 1      | 0      | NS      |
| 2002      | Masters of Formula 3                             | Van Amersfoort Racing                 | 1       | 0          | 0  | 0  | 0      | N/A    | 27      |
| 2002      | Holenderska Formuła Ford 1800                    |                                       |         |            |    |    |        | 102    | 1       |
| 2003      | Niemiecka Formuła Volkswagen                     | WT Motorsport                         | 14      | 8          | 9  | 7  | 11     | 336    | 1       |
| 2004      | Formula Renault V6 Eurocup                       | Interwetten                           | 12      | 0          | 0  | 0  | 0      | 137    | 8       |
| 2004/2005 | Dutch Winter Endurance Series                    |                                       | 2       | 0          | 0  | 0  | 0      | 22     | 44      |
| 2005      | Formuła Renault 3.5                              | Witmeur KTR                           | 16      | 0          | 0  | 1  | 1      | 49     | 9       |
| 2005      | ADAC Volkswagen Polo Cup                         | ADAC Motorsport                       | 1       | 1          | 0  | 0  | 1      | 0      | NS†     |
| 2005/2006 | Dutch Winter Endurance Series                    |                                       | 3       | 1          |    |    | 1      | 38     | 25      |
| 2006      | Mégane Trophy Eurocup                            | Equipe Verschuur                      | 14      | 4          | 6  | 7  | 8      | 151    | 1       |
| 2006      | Formuła Renault 3.5                              | Comtec Racing                         | 5       | 0          | 0  | 0  | 0      | 8      | 28      |
| 2006      | Volkswagen Endurance Cup Netherlands             | Duits Racing                          | 1       | 0          |    |    | 0      | 199    | 6       |
| 2007      | Porsche Supercup                                 | Bleekemolen Race Planet               | 6       | 0          | 0  | 0  | 0      | 40     | 14      |
| 2007      | Formuła Renault 3.5                              | Red Devil Team Comtec                 | 4       | 0          | 0  | 0  | 0      | 0      | NS      |
| 2007      | Formuła Renault 3.5                              | EuroInternational                     | 4       | 0          | 0  | 0  | 0      | 0      | NS      |
| 2007      | Ford BRL V6                                      |                                       | 2       | 0          | 0  | 0  | 0      | 11     | 24      |
| 2007      | BMW 120d Endurance Cup                           |                                       | 1       |            |    |    |        | 0      | NS      |
| 2007/2008 | Dutch Winter Endurance Series                    |                                       | 2       | 1          |    |    | 1      | 28     | 30      |
| 2008      | WTCC                                             | Russian Bears Motorsport              | 19      | 0          | 0  | 0  | 0      | 0      | NS      |
| 2008      | WTCC – Yokohama Independents’ Trophy             | Russian Bears Motorsport              | 19      | 0          | 0  | 0  | 1      | 38     | 8       |
| 2008      | Porsche Supercup                                 | DAMAC Kadach Racing                   | 12      | 1          | 1  | 3  | 4      | 93     | 7       |
| 2008      | Toyo Tires 24H Series-SP2                        | Audi CR-8 Team                        | 2       | 0          | 0  | 1  | 0      | N/A    | 5       |
| 2008      | 24H Series – SP1                                 | Equipe Verschuur 1                    | 1       | 0          | 1  | 0  | 1      | 18     | 3       |
| 2008      | Volkswagen Endurance Cup Netherlands             | Duits Racing                          | 1       | 0          | 0  | 0  | 0      | 253    | 22      |
| 2008      | 24H Series Toyo Tires Trophy                     | Audi CR-8 Team                        | 1       | 0          | 0  | 1  | 0      | N/A    | NS†     |
| 2008/2009 | Dutch Winter Endurance Series                    | Equipe Verschuur                      | 1       | 0          |    |    | 0      | 0      | NS      |
| 2009      | WTCC                                             | Lada Sport                            | 21      | 0          | 0  | 0  | 0      | 0      | NS      |
| 2010      | Dutch Supercar Challenge – Supersport 1          | Bas Koeten Racing                     | 16      | 6          | 7  | 10 | 7      | 210    | 2       |
| 2010      | Porsche Supercup                                 | Bleekemolen Harders Plaza             | 8       | 0          | 0  | 1  | 2      | 98     | 4       |
| 2010      | Superleague Formula                              | Girondins de Bordeaux                 | 2       | 0          | 0  | 0  | 0      | 372    | 11      |
| 2010      | Argos Supreme Toerwagen Diesel Cup               | Team Bleekemolen                      | 2       | 0          | 0  | 1  | 2      | 35     | 33      |
| 2010      | Belgian Touring Car Series – T2                  | Pollys Racing                         | 1       | 1          |    |    | 1      | 40     | 15      |
| 2010      | Niemiecki Puchar Porsche Carrera                 | Konrad Motorsport                     | 1       | 0          | 0  | 0  | 1      | 0      | NS†     |
| 2010/2011 | Dutch Winter Endurance Series                    |                                       | 2       | 0          | 0  | 0  | 1      | 0      | NS†     |
| 2011      | Dutch Supercar Challenge – Supersport 1          | FE Racing                             | 18      | 16         | 6  | 6  | 9      | 249    | 1       |
| 2011      | Niemiecki Puchar Porsche Carrera                 | Land Motorsport                       | 9       | 1          | 1  | 2  | 2      | 86     | 6       |
| 2011      | American Le Mans Series – GTC                    | Kelly-Moss Motorsports                | 2       | 0          | 1  | 1  | 0      | 13     | 26      |
| 2011      | 24 Hours of Barcelona                            | Bovi Motorsport                       | 1       | 0          | 0  | 0  | 1      | N/A    | 2       |
| 2011      | 24 Hours of Barcelona – Class SP2                | Bovi Motorsport                       | 1       | 1          | 0  | 1  | 1      | N/A    | 1       |
| 2011      | 24h Le Mans – GTE Pro                            | Prospeed Competition                  | 1       | 0          | 0  | 0  | 0      | N/A    | 8       |
| 2011      | Światowy Puchar Porsche Carrera                  | Land Motorsport                       | 1       | 0          | 0  | 0  | 0      | N/A    | 11      |
| 2011/2012 | Dutch Winter Endurance Series                    | Mad & Daring                          | 4       | 2          | 2  | 3  | 3      | 56     | 1       |
| 2011/2012 | Dutch Winter Endurance Series                    | FE Racing                             | 4       | 2          | 2  | 3  | 3      | 56     | 1       |
| 2012      | Niemiecki Puchar Porsche Carrera                 | FE Racing                             | 17      | 0          | 0  | 0  | 2      | 158    | 6       |
| 2012      | Supercar Challenge – GT                          | FE Racing                             | 6       | 1          | 2  | 2  | 4      | 76     | 7       |
| 2012      | Supercar Challenge – Super GT                    | FE Racing                             | 4       | 0          | 0  | 0  | 0      | 0      | NS      |
| 2012      | 24 Hours of Barcelona – Class 997                | ARC Bratislava                        | 1       | 1          | 0  | 1  | 1      | N/A    | 1       |
| 2012      | Blancpain Endurance Series – GT3 Pro-Am Cup      | Race Art                              | 1       | 0          | 0  | 0  | 0      | 1      | 38      |
| 2012      | Porsche Supercup                                 | FE Racing by Land Motorsport          | 1       | 0          | 0  | 1  | 1      | 0      | NS†     |
| 2012      | VLN Endurance                                    |                                       |         |            |    |    |        | 5,5    | 719     |
| 2013      | Niemiecki Puchar Porsche Carrera                 | FE by Land Motorsport                 | 17      | 2          | 2  | 1  | 3      | 159    | 7       |
| 2013      | Porsche Supercup                                 | Lechner Racing                        | 1       | 0          | 0  | 0  | 0      | 0      | NS†     |
| 2013      | VLN Endurance                                    | Timbuli Racing                        | 1       | 0          |    | 0  | 1      | 0      | NS†     |
| 2013      | Supercar Challenge – Super GT                    | Lammertink Racing                     | 2       | 0          | 0  | 0  | 0      | 0      | NS†     |
| 2014      | Porsche Supercup                                 | Momo-Megatron                         | 2       | 0          | 0  | 0  | 0      | 7      | 20      |
| 2014      | Niemiecki Puchar Porsche Carrera                 | Aust Motorsport                       | 10      | 0          | 0  | 2  | 2      | 50     | 15      |
| 2014      | ADAC GT Masters                                  | GW IT Racing Team / Schütz Motorsport | 16      | 2          | 0  | 1  | 7      | 188    | 2       |
| 2014      | United Sports Car Championship – GTD             |                                       | 1       | 0          | 0  | 0  | 0      | 1      | 125     |
| 2014      | Blancpain Sprint Series Cup                      | Tonino Team Herberth                  | 2       | 0          | 0  | 0  | 1      | 16     | 16      |
| 2015      | Porsche Supercup                                 | Fach Auto Tech                        | 5       | 1          | 1  | 0  | 1      | 29     | 15      |
| 2015      | Niemiecki Puchar Porsche Carrera – Klasa A       | Lechner Racing Middle East            | 8       | 0          | 0  | 0  | 0      | 35     | 16      |
| 2015      | World Touring Car Championship                   | Lada Sport Rosneft                    | 10      | 0          | 0  | 0  | 0      | 16     | 15      |
| 2015      | VLN Endurance – SP9                              | Black Falcon                          | 1       | 0          | 0  | 0  | 0      | 0†     | NS†     |
| 2015      | Dutch Winter Endurance Championship – Division 2 | FEBO / FMA Racing                     | 1       | 0          | 0  | 0  | 0      | 0†     | NS†     |
| 2015      | Dutch Winter Endurance Series                    | –                                     | ?       | ?          | ?  | ?  | ?      | 7†     | 68†     |
| 2015      | 24H Dubai – 997                                  | Lechner Racing Middle East            | 1       | 0          | 0  | 0  | 1      | 3†     | NS†     |
| 2015      | 24h Nürburgring – SP9 GT3                        | Black Falcon                          | 1       | 0          | 0  | 0  | 0      | 5†     | NS†     |

† – van Lagen nie był zaliczany do klasyfikacji.